# Seol Ki-hyeon
Seol Ki-Hyeon (Jeongseon, 8 de janeiro de 1979} é um ex-futebolista profissional sul-coreano, que atuava como atacante.

## Carreira
Ele é um jogador de futebol formado nas bases do Kwangwoon University, se transferiu aos 21 anos para o Futebol Belga.

### Carreira no Exterior
Na Bélgica ele jogou por uma temporada no Antwerp e depois se transferiu para o principal clube belga, o Anderlecht. Clube no qual atuou por quarto temporadas.
Em 2004 ele se transferiu para o Futebol Inglês. Até o momento atuou por três clubes. Primeiro jogou pelo clube da Segunda divisão, o Wolves, depois foi para a Premier League (Primeira divisão) jogar no mediano Reading e atualmente joga pelo também mediano Fulham.

## Seleção
Pela Seleção Coreana ele disputou duas copas do mundo. Sendo que a estreia dele foi em seu país. Foi em 2002, na melhor campanha da Seleção Coreana. Onde ele foi importante para a seleção e ajudou na conquista do 4ª lugar. Ele marcou um dos gols na vitória sobre a Itália por 2x1 nas oitavas de final. Em 2006 a seleção não teve a mesma atuação e terminou em 17ª lugar.

## Estatísticas dos Clubes na Carreira
Última Atualização: 00:15, 06 Maio 2008 (GTM-3)
| Temporada | Time       | País       | Divisão | Partidas | Gols |
| --------- | ---------- | ---------- | ------- | -------- | ---- |
| 00–01     | Antwerp    | Bélgica    | 1       | 25       | 12   |
| 01–02     | Anderlecht | Bélgica    | 1       | 20       | 8    |
| 02–03     | Anderlecht | Bélgica    | 1       | 32       | 19   |
| 03–04     | Anderlecht | Bélgica    | 1       | 19       | 7    |
| 04–05     | Anderlecht | Bélgica    | 1       | 1        | 0    |
| 04–05     | Wolves     | Inglaterra | 2       | 37       | 6    |
| 05–06     | Wolves     | Inglaterra | 2       | 32       | 7    |
| 06–07     | Reading    | Inglaterra | 1       | 27       | 4    |
| 07–08     | Reading    | Inglaterra | 1       | 3        | 0    |
| 07–08     | Fulham     | Inglaterra | 1       | 12       | 0    |

'